# Patricia Ortiz Couturier
Patricia Jimena Ortiz Couturier (Ciudad de México, 9 de septiembre de 1987) es una política mexicana que milita en el partido Movimiento de Regeneración Nacional (MORENA). Ejerció como alcaldesa de la Alcaldía La Magdalena Contreras en el  periodo 2018-2021. Dada su edad, fue la titular del ejecutivo municipal o alcaldía más joven de la Ciudad de México.

## Primeros años

### Consejera Universitaria y Colectivo Zurdo
Paty Ortiz (como se le conoce en el ámbito político) es licenciada en Política y Gestión Social por la Universidad Autónoma Metropolitana, Unidad Xochimilco (UAM-X). Su tesina fue sobre el tema La reaprobación del espacio público mediante la participación ciudadana en el Programa Comunitario de Mejoramiento Barrial.
Patricia se destacó como un liderazgo político emergente en su natal San Nicolás Totolapan; uno de los cuatro pueblos originarios de La Magdalena Contreras. Al entrar en la UAM su vocación política se consolidó y ejerció como Consejera Universitaria. En 2011 fundó el Colectivo Zurdo con el fin de impulsar una política popular que tuviera en el centro de sus prioridades a la gente y a sus necesidades cotidianas. A partir de ese año, gracias a sus esfuerzos políticos, fue invitada a incorporarse al Consejo Consultivo Nacional del entonces incipiente Movimiento de Regeneración Nacional, siendo junto con Luisa María Alcalde una de sus más jóvenes integrantes. 
La primera fase de su carrera estuvo muy vinculada a la formación de juventudes nacionales e internacionales. Ejemplo de ello fue su asistencia al curso de formación política del Buen Vivir y la Revolución Ciudadana en la ciudad de Quito, Ecuador, en 2014. Este evento da inicio a su vinculación con esfuerzos de formación juvenil de izquierdas en toda América Latina.

### Secretaria Nacional de Jóvenes de MORENA
En 2015 es designada titular de la Secretaría Nacional de Jóvenes de MORENA para el periodo 2012-2015. Su periodo, marcado por las dificultades de todo movimiento político en ciernes, se caracterizó por sentar las bases de formación juvenil de una de las organizaciones emergentes de izquierda más importantes de México. Se organizaron varios Congresos Estatales y Nacionales que ordenaron la participación política juvenil de MORENA en sus primeros años, y la posicionaron como una de las líderes jóvenes más importantes del país. 

### Primera candidatura: Jefatura Delegacional de La Magdalena Contreras
En el 2015 fue candidata a la Jefatura Delegacional de La Magdalena Contreras perdiendo ante Fernando Mercado, entonces candidato del PRI.

### Asamblea Constituyente
En 2016, Patricia fue una de las Constituyentes de la Ciudad de México. Durante los trabajos de la Asamblea, se enfocó en temas de juventud y en el diseño orgánico y administrativo de los nuevos órganos de gobierno local, denominados Alcaldías. Asimismo, tuvo participaciones importantes en temas como el combate a la corrupción, buen gobierno y el régimen de responsabilidades de los servidores públicos.

## Alcaldía de La Magdalena Contreras
En 2018, Patricia gana las primeras elecciones a Alcaldía de La Magdalena Contreras para el periodo 2018-2021; venciendo con 41 mil 909 votos a Luis Quijano Morales del Partido Revolucionario Institucional, quien obtuvo 23 mil 274 votos, y a Emelia Hernández Rojas de la coalición "Por México al Frente" con 18 mil 582 votos.
En 2021 al buscar la reelección la abanderada de PVEM-PT-MORENA, Patricia Ortiz Couturier perdió la Alcaldía ante el abanderado del PRI, PAN, PRD, Gerardo Quijano Morales, quien obtuvo una votación de 56,667 votos, contra 44 mil votos.